# زندگی‌ام بدون من
زندگی‌ام بدون من (انگلیسی: My Life Without Me) فیلمی کانادایی/اسپانیایی به کارگردانی ایزابل کوشِت و بازیگری سارا پالی، مارک رافلو، اسکات اسپیدمن و لئونور واتلینگ است.
داستان این فیلم برپایه کتابی به نام تظاهر به بستر است که در آن روند مرگ دختر ۲۳ ساله‌ای را با ۲ دختر و شوهرش بیان می‌کند.

## داستان فیلم
ان (سارا پلی) یک مادر ۲۳ ساله سختکوشی است که دو دختر و شوهری (اسکات اسپیدمن) بیکار دارد و مادری که زندگی خود را شکست خورده می‌بیند، و پدر زندانی که ده سال است او را ندیده‌است. او شب‌ها به عنوان نظافت چی در یک دانشگاه کار می‌کند.
او هیچ انگیزه‌ای ندارد.
بعد از بررسی‌های پزشکی و تشخیص سرطان آندومتر زندگی اش به‌طور چشمگیری تغییر می‌کند. او تنها دو ماه زنده می‌ماند.
ان تصمیم می‌گیرد به هیچ‌کس دربارهٔ وضعش چیزی نگوید، و به دیگران می‌گوید که کم خونی دارد.
ان قبل از مرگ لیستی از کارهای که باید انجام دهد تهیه می‌کند

## بازیگران
- سارا پالی: در نقش ان
- اسکات اسپیدمن: در نقش دن، شوهر ان
- مارک رافلو: در نقش لی، کسی که ان با او کار می‌کرد
- دبی هری: در نقش مادر ان
- جسیکا آلمی: در نقش پنی، دختر ان
- کنیا جو کندی: در نقش پستی، دختر ان
- آماندا پلامر: در نقش لوری، دوست ان
- لئونور واتلینگ :در نقش همسایه
- ماریا دی میدیروش: در نقش آرایشگر
- جولیان ریچینگز: در نقش دکتر
- آلفرد مولینا: در نقش پدر ان

## جوایز
این فیلم جوایز جشنواره‌های بین‌المللی بسیاری را کسب کرده‌است، از جمله:
جایزه جنی برای بهترین بازیگر (سارا) و همچنین جایزه گویا برای بهترین فیلمنامه (کواکست)، و بهترین موسیقی ("مردم تو را دوست دارند" chop suey).